# Thomas Paine

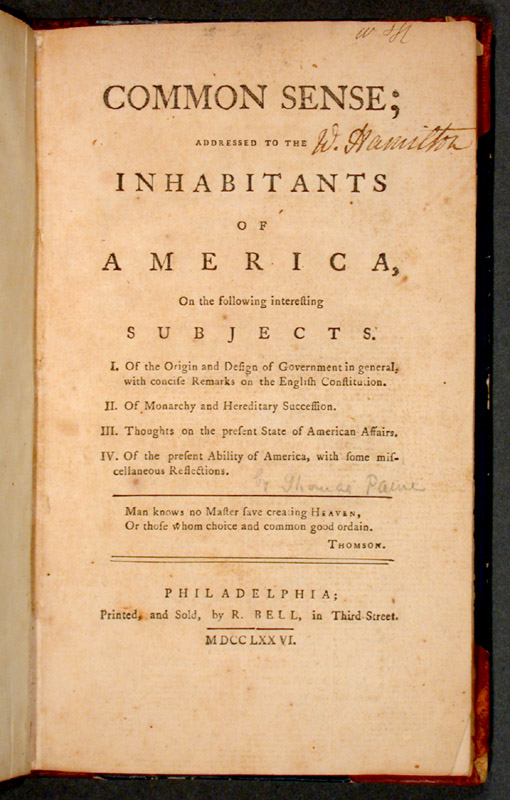
Kniha Zdravý rozum.

Thomas Paine (29. ledna juliánského, 9. února gregoriánského kalendáře, 1737, Thetford, hrabství Norfolk, Anglie – 8. června 1809, New York, stát New York, USA) byl anglicko-americký revolucionář, filosof (zastánce radikalismu), spisovatel (pamfletář), vynálezce a intelektuál. Je považován za jednoho z nejpřednějších představitelů amerického osvícenství.

## Život

### Počátky jeho myšlení
Byl ovlivněn svým otcem, který byl kvaker. Původně vyráběl korzety, poté se stal úředníkem. Po neúspěších v obchodě odešel do Londýna, kde se seznámil s Benjaminem Franklinem. Na jeho doporučení odcestoval do Ameriky v roce 1774. Ve Spojených státech začal vydávat Pensylvánský sborník, v kterém otiskl články odsuzující otroctví a žádal vydání zákonů proti krutému zacházení s lidmi a zvířaty. Navrhoval rovnoprávnost žen a žádal pro ně volební právo. Navrhoval také důchodové a invalidní pojištění a výchovu dětí na státní útraty. Jako první navrhoval zřízení mezinárodního soudu k zamezení válek a velkou republiku národů. Během americké revoluce v lednu 1776 vydává pamflet Zdravý rozum, kterého se prodalo během tří měsíců 120 000 výtisků, ve kterém naprosto opouští ideu domácí vlády (home rule) a odmítá monarchii jakožto instituci odporující společenské smlouvě.

### Francie
Paine se však nespokojil jen s řečněním. Později narukoval do války. Když se situace na frontě začala postupně vyhrocovat a mnohých se začalo zmocňovat zoufalství, začal vydávat letáky KRISE, jejichž účelem bylo vlít novou odvahu. George Washington nařizoval čtení těchto listů povinně před každým vojskem.
Po vítězství odešel v roce 1788 do Francie. Důvodem pro tento odchod byly jeho neshody s Washingtonem, který se po osvobozeneckém boji přiklonil na stranu federalistů a snažil se s nimi zavést do nově vzniklého soustátí oligarchii.
Zúčastnil se dobývání Bastily za Velké francouzské revoluce, po jejím pádu se však vrátil do Anglie. Zde napsal v letech 1791–1792 knihu Práva člověka, která představuje obhajobu Francouzské revoluce, a na rozdíl od Burkovy podobně tematicky zaměřené knihy Úvaha, navrhuje reformy pro Anglii, které jsou veskrze socialistické. Tato kniha byla zakázána a veřejně pálena a Paine za ni byl odsouzen k doživotnímu vyhnanství. Jelikož by mu při návratu do Anglie hrozil trest smrti, utekl do Francie, kde se stal girondistou. Později byl zvolen do Francouzského Národního shromáždění a zasedal i ve Výboru pro veřejné blaho.
Hlasoval proti popravě Ludvíka XVI., ale rozdrcení brissotistů měly za následek Painovo zatčení a desetiměsíční věznění v Luxemburském paláci, upraveném jako vězení, odkud byl propuštěn na Jeffersonovu přímluvu.
Ve chvíli, kdy nastal ve Francii jakobínský teror, byl málem odsouzen trestem smrti pod gilotinou. Odešel do soukromí, kde začal psát své nejznámější dílo Věk rozumu. Tato kniha si zasloužila tvrdou kritiku ze strany Williama Pitta, Maximiliena Robespierra a George Washingtona. Po jejím prvním vydání byl odveden do vězení. Ve vězení onemocněl, začal zde však psát druhý díl zmíněného Věku rozumu.

### Konec života
Kniha Věk rozumu mu však přinesla nenávist mnohých lidí a nakonec mu bylo odepřeno i volební právo.[zdroj?] Zemřel v zapomnění 8. června 1809.
Painovo učení ovlivnilo Chartisty, Owenisty, ale i jiná socialistická hnutí. Painovy spisy měly velký vliv na jeho současníky, obzvláště na americké revolucionáře. Obdivovali ho Abraham Lincoln, či Thomas Alva Edison.

## Dílo

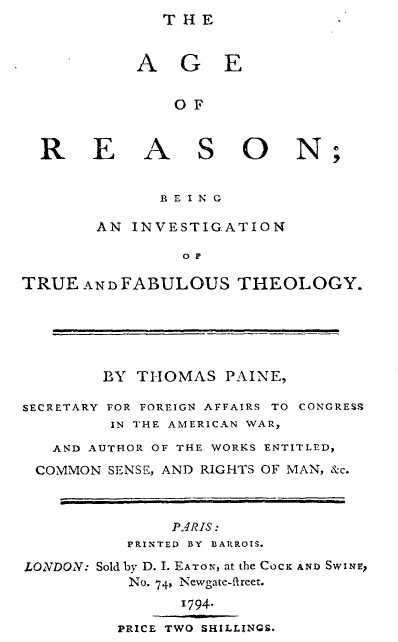
Titulní strana prvního vydání knihy Věk rozumu.

- Africké otroctví v Americe (African Slavery In America), 1775
- Agrarian Justice, 1796
- Americká krize (The American Crisis), 1776-83
- Práva člověka (The Rights Of Man), 1791/92 (2 díly) – Obhajobou Francouzské revoluce a socialistických reforem. Navrhuje sociální dávky, roční renty pro chudé, státní chudobince a progresivní zdanění ve 24 pásmech. V praxi tak Paine prosazuje vysoký stupeň přerozdělování a zvýhodnění vybraných skupin obyvatelstva. Jednou z jeho myšlenek je, že by soukromí vlastníci půdy měli platit bezzemkům jakousi náhradu za to, že pro sebe užívají půdy, „která ve svém původním nevzdělaném stavu byla a měla vždy zůstati společným vlastnictvím lidstva.“ Paine navrhuje, aby každý bezzemek měl nárok od 21. roku života na 15 liber, a od 50. roku na dalších 10.
- Úvaha o vládě… (Dissertation On Government…), 1786
- Věk rozumu (The Age Of Reason), 1794/95 (2 díly; celkem však 3, ale tento díl nebyl nikdy vydán) – Kniha představuje útok na bibli a celé křesťanství vůbec. Kniha je psána jednoduchou, a každému srozumitelnou, řečí. Jednalo se o první protikřesťanskou knihu vydanou v angličtině. Kniha byla svého času pálena a zakazována.
- Veřejné blaho (Public Good), 1780
- Zdravý rozum (Common Sense), 1776